# 玛丽亚波利斯
玛丽亚波利斯是巴西圣保罗州的一个市镇。总面积186.098平方公里，总人口3786人，人口密度20.3人/平方公里。